# Северія Янушаускайте
Северія Янушаускайте (нар. 22 жовтня 1981, Шауляй, СРСР) — литовська акторка театру, кіно та телебачення.

## Вибіркова фільмографія
- 2014 «Зірка»
- 2017 «Поліна»
- 2017 «Вавилон Берлін»
- 2018 «Кривава бариня[ru]»
- 2019 «Поліна і таємниця кіностудії»

| Актор | Це незавершена стаття про акторку. Ви можете допомогти проєкту, виправивши або дописавши її. |